# Roztoky (Rakovníki járás)
Roztoky település Csehországban, Rakovníki járásban. Roztoky Račice, Nový Jáchymov, Nižbor, Kublov, Hudlice, Broumy, Velká Buková, Zbečno, Karlova Ves, Branov és Křivoklát településekkel határos. Lakosainak száma 1046 fő (2024. január 1.).

## Népesség
A település lakosságának változását az alábbi diagram mutatja:
| Lakosok száma | 782  | 933  | 1082 | 848  | 1100 | 1026 | 1072 | 1084 | 1048 | 1046 |
|               | 1869 | 1890 | 1921 | 1950 | 1980 | 2001 | 2017 | 2019 | 2022 | 2024 |